# Varaš
Varaš (ukrajinsky Вараш, v letech 1977–2016 Kuznecovsk) je město v Rovenské oblasti na Ukrajině.
Leží na řece Styr jižně od Pinských bažin. V roce 2022 mělo přes 41 tisíc obyvatel, z naprosté většiny Ukrajinců.

## Dějiny
Výstavba města započala v roce 1973 v souvislosti s výstavbou Rovenské jaderné elektrárny. Kuznecovsk přitom pohltil starší vesnici Varaš (ukrajinsky Вараш), která zde stála od roku 1776. Pojmenován byl v roce 1977 Kuznecovsk (ukrajinsky Кузнецовськ, rusky Кузнецовск, Kuzněcovsk) po tajném agentu Nikolaju Kuzněcovovi, který zahynul koncem druhé světové války. V roce 2016 byl přejmenován zpět na Varaš.